# Distretto di Waygal
Il distretto di Waygal è un distretto dell'Afghanistan appartenente alla provincia del Nurestan.